# Kuolleet lehdet
Kuolleet lehdet (Engels: Fallen Leaves) is een Finse film uit 2023, geregisseerd en geschreven door Aki Kaurismäki en een vervolg op de Työläistrilogia.

## Verhaal
Ansa is single en woont in Helsinki. Ze werkt met een nulurencontract in een supermarkt en vult de schappen en sorteert recycleerbaar plastic. Op een avond ontmoet ze per toeval de al even eenzame arbeider en alcoholist Holappa. Tegen alle verwachtingen en ondanks een aantal misverstanden slagen ze er in een relatie op te bouwen. Hierdoor weet Holappa zijn alcoholverslaving onder controle te krijgen.

## Rolverdeling
| Acteur        | Personage |
| ------------- | --------- |
| Alma Pöysti   | Ansa      |
| Jussi Vatanen | Holappa   |

## Release en ontvangst
Kuolleet lehdet ging op 22 mei 2023 in première in de officiële competitie van het Filmfestival van Cannes en won de Juryprijs. Op 8 november 2023 was Kuolleet lehdet de openingsfilm van de 43ste editie van het Noordelijk Film Festival in Leeuwarden. De film kreeg positieve kritieken van de filmcritici, met een score van 100% op Rotten Tomatoes, gebaseerd op 17 beoordelingen. De film werd geselecteerd als Finse inzending voor de beste niet-Engelstalige film voor de 96ste Oscaruitreiking en kwam in december 2023 op de shortlist.

## Prijzen en nominaties
De belangrijkste:
| Jaar | Prijs                    | Categorie                                      | Genomineerde(n)               | Uitslag     |
| ---- | ------------------------ | ---------------------------------------------- | ----------------------------- | ----------- |
| 2024 | Golden Globes            | Beste film – niet-Engelstalig                  | Beste film – niet-Engelstalig | Genomineerd |
| 2024 | Golden Globes            | Beste actrice in een film – musical of komedie | Alma Pöysti                   | Genomineerd |
| 2024 | Satellite Awards         | Beste internationale film                      | Beste internationale film     | Genomineerd |
| 2024 | Satellite Awards         | Beste actrice in een komisch of muzikale film  | Alma Pöysti                   | Genomineerd |
| 2023 | 36e Europese Filmprijzen | Beste film                                     | Aki Kaurismäki                | Genomineerd |
| 2023 | 36e Europese Filmprijzen | Beste regie                                    | Aki Kaurismäki                | Genomineerd |
| 2023 | 36e Europese Filmprijzen | Beste scenario                                 | Aki Kaurismäki                | Genomineerd |
| 2023 | 36e Europese Filmprijzen | Beste acteur                                   | Jussi Vatanen                 | Genomineerd |
| 2023 | 36e Europese Filmprijzen | Beste actrice                                  | Alma Pöysti                   | Genomineerd |
| 2023 | Filmfestival van Cannes  | Gouden Palm                                    | Aki Kaurismäki                | Genomineerd |
| 2023 | Filmfestival van Cannes  | Juryprijs                                      | Aki Kaurismäki                | Gewonnen    |